# سیارک ۹۳۵۹
سیارک ۹۳۵۹ (به انگلیسی: 9359 Fleringe، نامگذاری:1992ED11) نه هزار و سیصد و پنجاه و نهمین سیارک کشف شده‌است که در ۶ مارس ۱۹۹۲ کشف شد.
قدر مطلق سیارک برابر ۱۳٫۶۰ است.